# قائمة شخصيات محمد سعد
تضم هذة القائمة الشخصيات التي جسدها محمد سعد في أعماله.

## الشخصيات
| اسم الشخصة        | عدد الظهور | ظهرت في |
| ----------------- | ---------- | --- |
| اللمبي            | 6 مرت      | فيلم الناظر (2000) إعلان فودافون (2000) فيلم اللمبي (2002) فيلم اللي بالي بالك (2003) فيلم اللمبي 8 جيجا (2010) مسلسل فيفا اطاطا (2014) |
| مرعي              | مرة واحدة  | فيلم 55 اسعاف |
| رياض المنفلوطي    | مرتين      | فيلم اللي بالي بالك (2003) فيلم تك تك بوم (2011)                                                                                        |
| عوكل برق الجن     | مرة واحدة  | فيلم عوكل (2004) |
| أطاطا             | مرتين      | فيلم عوكل (2004) مسلسل فيفا أطاطا (2014)                                                                                                |
| بوحة الصباح       | 5 مرات     | فيلم بوحة (2005) برنامج وش السعد (2016) مسرحية صبح صبح (2017) مسرحية فوق كوبري ستانلي (2019) برنامج الحصن (2019)                        |
| كتكوت أبو الليل   | مرة واحدة  | فيلم كتكوت (2006) |
| يوسف خوري         | مرة واحدة  | فيلم كتكوت (2006) |
| الحناوي           | مرة واحدة  | فيلم كركر (2007) |
| كركر              | مرة واحدة  | فيلم كركر (2007) |
| رضا (الابن)       | مرة واحدة  | فيلم كركر (2007) |
| رضا (البنت)       | مرة واحدة  | فيلم كركر (2007) |
| بوشكاش محفوظ      | مرة واحدة  | فيلم بوشكاش (2008) |
| تيكا              | مرة واحدة  | فيلم تك تك بوم (2011) |
| شمس الأنصاري      | مرة واحدة  | مسلسل شمس الأنصاري (2012) |
| صالح أبو قناوي    | مرة واحدة  | مسلسل شمس الأنصاري (2012) |
| تتح               | مرتين      | فيلم تتح (2013) فيلم حياتي مبهدلة (2015)                                                                                                |
| حنكو عبد الرحمن   | مرة واحدة  | فيلم تحت الترابيزة (2016) |
| عاصم سنجاري       | مرة واحدة  | فيلم تحت الترابيزة (2016) |
| بشر باشا الكتاتني | مرتين      | فيلم الكنز 1 (2017) فيلم الكنز 2 (2019)                                                                                                 |
| محمد حسين         | مرة واحدة  | فيلم محمد حسين (2019) |